# 魏氏纪念堂
魏氏纪念堂（Wilson Memorial Church）位于中国武汉硚口区解放大道347号，是一座古老的教堂，目前为博学中学的会议室。
魏氏纪念堂是汉口博学中学（Griffith John College）的校园礼拜堂。该堂属于英国伦敦会，兴建于1907年，典型的英国哥特式乡村教堂风格。该堂为纪念与杨格非同时来武汉传教，仅两年即病故的魏牧师，为其家人捐建。
博学中学教堂保存良好，被列为武汉市优秀历史建筑加以保护。